# Faster, Pussycat! Kill! Kill!
Faster, Pussycat! Kill! Kill! là một phim Mỹ thể loại phim khai thác, ra mắt năm 1965 của đạo diễn Russ Meyer, kịch bản viết bởi Meyer và Jack Moran. Cốt truyện xoay quanh 3 vũ công thực hiện tội ác bắt cóc, giết người và cướp tài sản ở sa mạc California.
Bộ phim được biết đến với sự bạo lực, cùng những phân đoạn gơi dục cùng một số đoạn thoại đầy ấn tượng. Bộ phim cũng làm tên tuổi của nữ diễn viên chính Tura Santana trở nên nổi tiếng, vai diễn của cô cũng được đánh giá là "vai diễn chân thực nhất trong những tác phẩm của đạo diễn Meyer". Bộ phim là một thất bại về doanh thu trong những ngày đầu công chiếu, tuy nhiên sau này bộ phim lại được đánh giá là một tác phẩm quan trọng và có sức ảnh hưởng lớn đến những bộ phim Hollywood cùng thể loại sau này.

## Cốt truyện
3 nữ vũ công Varla, Billie và Rosie với vẻ ngoài "tự do, hoang dã và phiêu lưu", với Varla được xem như người đứng đầu nhóm, cùng thực hiện một cuộc đua xe trên sa mạc California sau buổi trình diễn của họ tại một quán bar. Sau đó, họ gặp một cặp tình nhân trẻ, Tommy và Linda. Tommy giới thiệu với họ mình là một tay đua. Varla sau đó thách thức Tommy trong một cuộc đua và Varla đã thắng Tommy một cách gian lận. Tức giận vì phản ứng yếu ớt của Tommy sau khi thua cuộc, Varla đã đánh nhau với Tommy và sau đó đánh chết Tommy, và sau đó bắt cóc và đánh thuốc mê Linda.
Cả nhóm sau đó đến một thị trấn trên sa mạc. Billie nhìn thấy một thanh niên cao to, lực lưỡng và lấy làm thích thú. Sau đó chàng trai ôm một ông lão bị liệt 2 chân lên xe và cả 2 rời đi. Cả nhóm được người nhân viên trạm xăng tiết lộ rằng chàng trai kia là Vegetable và ông lão là bố chàng trai. Ông lão này cũng đang giữ một khoản tiền rất lớn. Varla nảy ra ý định cướp số tiền này từ ông lão. Sau đó cả nhóm quyết định đến nông trại của ông lão.
Cả nhóm gặp ông lão và cậu con trai Vegetable. Varla nói với họ rằng nhóm cô đang trên đường để đưa Linda trở về nhà. Varla bịa ra câu chuyện rằng Linda là một cô gái có thần kinh không ổn định và có bạn trai vừa chết trong một tai nạn giao thông, cha của Linda là một chính trị gia và không muốn làm lớn chuyện này. Sau đó, Varla và Rosie kiểm tra xung quanh ngôi nhà trong khi Billie và Linda ngồi ở thềm nhà nói chuyện với ông lão và Vegetable. Billie tìm cách quyến rũ Vegetable. Đoạn thoại của họ cho thấy Vegetable thực sự là một chàng trai rất yếu đuối, và ông lão nói xa gần để con trai mình phải hãm hiếp Billie. Sau đó Billie và Vegetable đi ra nhà kho, và Vegetable bắt đầu tập thể hình trong khi Billie tiếp tục quyến rũ anh. Bất ngờ có tiếng la ở ngoài của Linda, cả 2 chạy ra ngoài thì thấy ông lão bị xô ngã xuống đất và Linda thì đã chạy mất. Ông lão nói rằng Linda đã cố giết ông, khi tất cả đều chạy đi tìm Linda thì ông lão lấy ra một mẩu vai xé từ áo Linda, chứng tỏ rằng ông đã có ý định hãm hiếp cô gái.
Trên đường trốn chạy, Linda gặp một chàng trai là Kirk trên đường về nông trại. Cô cố gắng nói với anh về mọi chuyện và xin anh hãy giúp cô trốn đi nhưng Kirk cho rằng một chuyện ở nông trại vẫn ổn và an ủi Linda. Kirk lại chở Linda trở về nông trại. Khi trở về nông trại, Linda mới biết Kirk cũng là con trai của ông lão và Kirk cũng được ông lão kể câu chuyện bịa đặt của Varla về Linda. Sau đó cả nhóm được gia đình ông lão mời ăn trưa. Trong buổi ăn, ông lão tiết lộ rằng vợ ông đã chết đi sinh ra Vegetable là con trai út vì thế ông rất ghét anh, Varla cũng tìm cách quyến rũ Kirk trong buổi ăn. Billie uống say và nói rằng Varla là kẻ giết người, và không ai trong gia đình ông lão tin chuyện này, Varla tức giận và tát Billie. Sau đó, tất cả rời đi, trên bàn ăn chỉ còn ông lão, Linda và Billie. Billie tiếp tục uống say và sau đó ngất đi.
Ở ngoài, Varla tìm cách quyến rũ Kirk để lừa anh tiết lộ nơi ông lão giấu tiền. Sau đó ông lão lại hét lên rằng Linda tiếp tục bỏ trốn. Ông lão và Vegetable lái xe đi tìm Linda, Varla và Kirk cũng đi tìm. Sau đó, ông lão và Vegetable tìm thấy Linda, ông lão bắt buộc Vegetable phải hãm hiếp cô. Varla và Kirk sau đó cũng tìm thấy họ và Kirk định cứu Linda. Tuy nhiên, trước sự bất ngờ của mọi người, Vegetable chỉ qùy xuống khóc và xin Linda tha thứ. Varla sau đó chế nhạo mọi người. Kirk không còn tin Varla nữa và bắt đầu tin mọi chuyện Linda nói với anh ban đầu là đúng. Varla lái xe đi và bỏ lại Kirk. Kirk yêu cầu ông lão đưa chìa khóa để anh đưa Linda về nhưng ông lão không đồng ý. Kirk tức giận đánh ông lão và sau đó anh dẫn Linda đi bộ. Ông lão cho rằng những cô gái đến đây hôm nay chỉ mang đến rắc rối cho ông và quyết định sẽ đuổi họ đi khi trở về.
Varla trở về nông trại và yêu cầu Rosie và Billie phải rời đi. Billie nói với họ rằng cô muốn rời nhóm và sẽ ở lại đây. Varla tức giận và giết chết BIllie khi cô rời đi. Ông lão và Vegetable trở về, Vegetable thấy Billie nằm chết và ông lão đuổi tất cả đi. Sau đó, Varla và Rosie ngồi trên xe và cán chết ông lão khi Vegetable đang ngồi bên xác Billie và không để ý. Varla và Rosie nhìn thấy số tiền của ông lão tất cả đều nằm dưới chiếc xe lăn của ông. Varla thu gom tiền và yêu cầu Rosie đi lấy lại con dao mà cô đã phóng chết Billie lúc nãy. Sau đó, Rosie bị Vegetable đâm chết. Varla thấy xác của Rosie và định lái xe để đâm chết Vegetable nhưng Vegetable đã cố hết sức để đẩy xe của Varla ra. Sau một hồi giằng co, Vegetable làm xe của Varla bị lún sâu xuống cát và không thể chạy được trong khi anh bị tổn thương các cơ bắp nặng và không thể đứng dậy được. Varla bỏ đi với số tiền và chiếc xe của ông lão.
Varla lái xe đi tìm Linda. Tại đây, cô thấy Kirk và Linda đang đi đến. Cô đánh nhau với Kirk và gần đánh bại được anh. Linda chạy đến chiếc xe của ông lão và tông chết Varla. Kirk và Linda lái xe đi trên chiếc xe của ông lão.

## Diễn viên
- Tura Santana vai Varla
- Haji vai Rosie
- Lori Williams vai Billie
- Susan Bernard vai Linda
- Stuart Lancaster vai Ông lão
- Paul Trinka vai Kirk
- Dennis Busch vai Vegetable
- Ray Barlow vai Tommy
- Mickey Foxx vai Nhân viên trạm xăng
- John Philadelphia vai Người dẫn chuyện

## Sản xuất

### Phát triển
Kịch bản phim được viết bởi Jack Moran từ câu chuyện gốc của Russ Meyer. Kịch bản nháp đầu tiên của phim mang tên The Leather Girls và được viết tóm tắt trong bốn ngày trước bởi Moran, người trước đó đã hợp tắc với đạo diễn Meyer trong các phim Common Law Cabin và Good Morning and... Goodbye!. Sau đó, The Mankillers được chọn làm tên của phim, và quá trình làm phim bắt đầu thực hiện cho đến khi nhà sản xuất âm thanh và biên tập, Richard S. Brummer, lựa chọn tên chính thức cho bộ phim như ngày nay. Dù cả Moran và Meyer đều không tuyên bố rằng tác phẩm của mình chịu ảnh hưởng của bất kì bộ phim nào trước đó, cốt truyện phim lại được xem là bản "remake" của The Desperate Hours, hoặc có thể là The Virgin Spring".
Đạo diễn Russ Meyer đã bắt đầu làm phim trong khi phục vụ trong Công ty 166 Signal Photographic thuộc Quân đội Mỹ, trong Thế Chiến II. Ông đã nổi tiếng với những thước phim chính xác về các sư đoàn với đoàn phim của ông chỉ gồm phần lớn là các bạn bè củ trong quân đội. Diễn viên Charles Napier, người đã xuất hiện trong 5 bộ phim của Meyer, đã nói rằng, "làm việc với Russ Meyer cũng như việc bạn ở trong làn sóng đầu tiên đổ bộ xuống Normandy trong Thế Chiến II vậy". Meyer tiến hành quay bộ phim này cũng không khác với những bộ phim trước đó của ông và nói rằng "Đó là những điều bình thường với tôi. Nó cũng giống như đang ở trong quân đội. Tất cả mọi người phải thức dậy và làm việc cùng nhau. Và chỉ có vậy thôi." Phong cách đạo diễn của Meyer và các quy tắc mà ông áp dụng với dàn diễn viên và đoàn làm phim gây ra xung đột với diễn viên Tura Satana. Mâu thuẫn cũng xảy ra giữa diễn viên Susan Bernard và đạo diễn với các diễn viên khác, mâu thuẫn chủ yếu được cho là đến từ sự hiện diện của mẹ cô trên phim trường (do Bernard lúc đó chỉ mới là một trẻ vị thành niên 16 tuổi). Bernard đã nói trong cuộc phỏng vấn rằng cô ấy đã thật sự sợ Sultana, và một số người có thể nghĩ rằng điều này đã giúp cô hóa thân tốt vào vai diễn của một nạn nhân bị bắt cóc.

### Quay phim
Faster, Pussycat! có một ngân sách khiêm tốn với $45,000 và được sản xuất dưới dạng phim trắng đen để tiết kiệm chi phí. Màn vũ khêu gợi đầu phim được quay ở Pussycat Clube, một câu lạc bộ thoát y ở Van Nuys, trước khi chuyển tới các cảnh quay ở sa mạc California trong đêm đó. Cảnh đua xe ở đầu phim được quay ở khu hồ muối của Hồ Cunniback, cảnh phim ở trạm xăng được quay tại thị trấn Randsburg và các phân đoạn chính ở khu nông trại của ông lão được quay bên ngoài thị trấn Mojave. Đoàn làm phim nghỉ tại khu nhà nghỉ Adobe tại Johannesburg.

### Âm nhạc
Bài hát tiêu đề của phim "Faster Pussycat!" được thực hiện bởi ban nhạc California, the Bostweeds. Lời bài hát đã được viết bởi Rick Jarrard và âm nhạc đã được viết và hát bởi Lynn Ready, người sáng lập ban nhạc the Bostweeds. Bài hát không bao giờ được phát hành thương mại, nhưng nó đã xuất hiện trong tháng hai năm 1966 dưới dạng quảng cáo.

## Phê bình và ảnh hưởng
Faster, Pussycat! Kill! Kill! được công chiếu ở Los Angeles vào ngày 6 tháng tám năm 1965. Không phải là một tác phẩm điển hình của đạo diễn Russ Meyer, bộ phim ban đầu là một thất bại về mặt doanh thu, và đã bị đánh giá thấp bởi những nhà phê như là một bộ phim khiêu dâm (skin-flick). Nhà phê bình John L. Wasserman của tờ San Francisco Chronicle, đã xem kịch bản của phim Faster, Pussycat! và Mudhoney vào tháng 4, năm 1966, và kết luận rằng "Pussycat là một kịch bản tệ nhất từng được viết, và Mudhoney là bộ phim tệ nhất từng được sản xuất."
Trong những năm sau kể từ khi được công chiếu, bộ phim nhận được nhiều đánh giá tích cực, và được xem là một tác phẩm quan trọng và có giá trị thương mại. Mãi đến tháng tư năm 2015, bộ phim nhận được đánh giá trên Rotten Tomatoes với 73% nhận xét tích cực (16/19 người đánh giá). Đến thời điểm tháng 8 năm 2020, đánh giá mới nhất vào lúc này của bộ phim trên Rotten Tomatoes, là 71% đánh giá tích cực (20/28 người đánh giá). Trong đánh giá của sự của bộ phim, 1995 tái phát hành, Giải Pulitzer-chiến thắng nhà phê bình Roger diễn viên cho bộ phim ba, bốn sao. Nhà hoạt động nữ quyền và cũng là nhà phê bình điện ảnh B. Ruby Rich nói rằng lần đầu tiên cô xem bộ phim là vào những năm 1970 và cô đã cảm thấy hoàn toàn bị xúc phạm với tác phẩm mà cô cho là kì thị phụ nữ này, cô cũng cho rằng đây không khác gì một bộ phim khiêu dâm hạng nhẹ (soft-core porn)." Tuy nhiên, sau khi xem lại bộ phim vào những năm 1990, cô ấy lại cảm thấy thích bộ phim và đã viết một bài báo trên tờ Village Voice về sự thay đổi nhận định của mình về bộ phim.
Faster, Pussycat! Kill! Kill! hiện ở vị trí 674 trong danh sách "1,000 bộ phim vĩ đại Nhất" và được xếp hạng thứ 377 trong cuộc bình chọn "Greatest Film Poll" (bình chọn những bộ phim xuất sắc nhất) của Sight & Sound Faster, Pussycat! Kill! Kill! cũng xuất hiện thường xuyên trong danh sách những bộ phim Hạng B hay nhất và cult film của mọi thời đại.
Bộ phim cũng đã có ảnh hưởng đến các nhà làm phim khác. Nhà văn và đạo diễn, John Waters ghi trong cuốn sách của ông, Shock Value: "Không còn nghi ngờ gì nữa, Faster, Pussycat! Kill! Kill! là bộ phim hay nhất từng được sản xuất. Nó có thể tốt hơn so với bất kỳ bộ phim nào được sản xuất trong tương lai." Ông nhận định về việc tái xuất bản bộ phim "tuổi của nó cũng như rượu ngon vậy" (it ages like fine wine). Giám đốc âm nhạc Keir McFarlane thừa nhận rằng một trong các video trong bài hát của Janet Jackson, "You Want This" là một sự trực tiếp bày tỏ lòng kính trọng Faster, Pussycat!, với hình ảnh người ca sĩ hát trên chiếc Porsche cùng cô bạn đồng hành lái xe vòng tròn quanh hai người đàn ông trong sa mạc. Đạo diễn Quentin Tarantino trong phần credit phim Death Proof đã gởi lời cảm ơn đến đạo diễn Russ Meyer, và trong bài báo trên Variety năm 2008, Tarantino nói ông muốn làm một bản làm lại (remake) cho phim Faster, Pussycat! Kill! Kill!.

## Trong văn hóa đại chúng

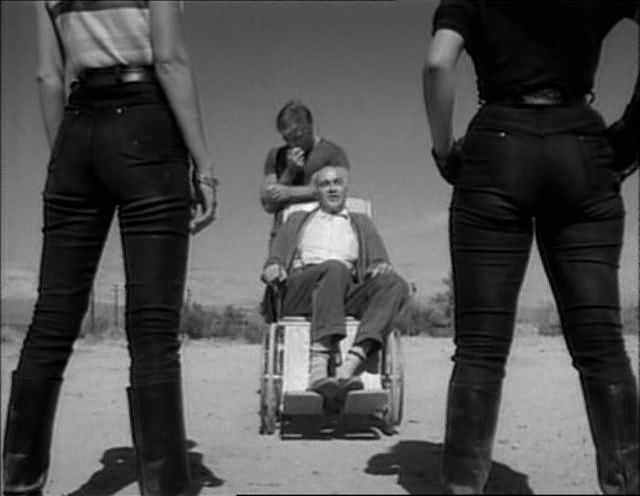
Diễn viên Stuart Lancaster (ngồi trên xe lăn) vai Ông Già.

- Một ban nhạc metal glam của Mỹ đã lấy tên Faster Pussycat.[37]
- Mẫu audio trong phim đã được sử dụng sau này bởi ban nhạc metal White Zombie trong 4 bài hát của họ ở album thứ 3, La Sexorcisto: Devil Music, Vol. 1. Đoạn thoại "You're all shook up, aren't you, baby?" và "I never try anything, I just do it. Wanna try me?" đã được dùng trong bài hát "Thunder Kiss '65". "You're all shook up, aren't you, baby?" cũng được dùng trong bài hát "Cosmic Monsters, Inc.", và câu "Now let's move, but let's take the back door" trong bài "Welcome to Planet Motherfucker/Psychoholic Slag". Một câu thoại khác "I work on this baby the same way, trying to get maximum performance", được sử dụng trong "Black Sunshine".[38][39]
- Đoạn thoại đầu trong series game nhiều tập Life is Strange của Square Enix cho phép người chơi, trong vai của Max Caulfield, nói về bộ phim với bạn cô ta, Warren Graham, người đã cho cô mượn một đĩa phim chứa đầy các phim hạng B.
- Tên tiếu thuyết có hình ảnh Like a Velvet Glove Cast in Iron, của tác giả Daniel Clowes, được lấy từ một câu thoại trong phim để miêu tả nhân vật Varla.[40]
- Nhạc phim, "Faster Pussycat!", đã được cover lại nhiều lần, đặc biệt là bởi ban nhạc the Camps, một ban nhạc punk người Mỹ trong album Smell of Female năm 1983.
- Trong Death Proof, một bộ phim năm 2007 của đạo diễn Quentin Tarantino, nhân vật Shanna mặc một chiếc áo thun có hình nhân vật Varla (của diễn viên Tura Satana), cùng dòng chữ "BADASS CINEMA" ở bên dưới. Tên đạo diễn Russ Meyer cũng được Tarantino nhắc đến trong phần credit ở cuối phim.
- Một trong các poster của film được sử dụng trong tiểu thuyết tuổi teen năm 2008, Evernight (trang 134) của tác giả Amy Vincent (dưới bút danh là Claudia Grey) "Evernight", poster này xuất hiện trên cửa phòng ký túc xá của một trong các nhân vật phụ.
- Ba nhân vật chính trong phim "Pee-wee's Big Holiday" của John Lee năm 2016 được lấy cảm hứng từ 3 nhân vật chính của Faster, Pussycate! Kill! Kill![41]
- Tên phim đã trở thành một biểu tượng và được nhắc tới khá nhiều trong các tác phẩm văn hóa đại chúng khác:
  - Bài hát "Funplex" (2008) của The B-52 có một câu: "Faster pussycat, thrill thrill", như một các để nhắc tới bộ phim.[42]
  - Trong tập phim "Passion" của series phim truyền hình In the Buffy the Vampire Slayer, Xander Harris đã khuyến khích Buffy cùng những người khác để đi theo nhân vật Angelus (là ma cà rồng), và nói rằng: "If Giles wants to go after the, uh, fiend that murdered his girlfriend, I say, 'Faster, pussycat, kill, kill'."[43]
  - Tập phim "Foster Pussycat! Kill! Kill!" của phim hoạt hình Itchy & Scratchy trong loat phim Simpsons, tập "Home Sweet Homediddly-Dum-Doodily".[44]
  - Single Faster Kill Pussycat năm 2006 của Paul Oakenfold với Brittany Murphy.
  - Tên phim được nhắc đến bởi Max Caulfield, nhân vật chính diện trong game Life Is Strange phát hành năm 2015
  - Video ca nhạc "You Want This" của Janet Jackson trong album JANET năm 1993 đã bày tỏ lòng kính trọng với bộ phim và đồng thời video ca nhạc này cũng được quay phim trắng đen
  - Trong trò chơi House of the Dead: Overkill cho máy Nintendo Wii, có một nhân vật tên là Varla Guns, được lấy cảm hứng từ bộ phim.
  - Tập 6 của series phim Riverdale năm 2017 của hãng CW được đặt tên "Faster Pussycats Kill Kill," từ số nhiều Pussycats cũng chỉ đến các nhân vật  trong series, như Josie và the Pussycats.[45]

Bộ phim Bitch Slap phát hành năm 2009 được lấy cảm hứng từ các bộ phim của Russ Meyer, đặc biệt là Faster Pussycats Kill Kill. Cũng như Faster, Pussycat! Kill! Kill!, Bitch Slap có ba nữ nhân vật chính đến một sa mạc để tìm một kho báu. Cảnh mở đầu và kết thúc trong phim Bitch Slap đều lấy một số cảnh trong Faster, Pussycat! Kill! Kill! cùng một số phim Hollywood hạng B khác.